# Cameron (Karolina Północna)
Cameron – miasto w Stanach Zjednoczonych, w stanie Karolina Północna, w hrabstwie Moore.